# Zatoka Tasmana
Zatoka Tasmana (ang. Tasman Bay) – duża zatoka w kształcie litery V, leżąca przy północnym wybrzeżu Wyspy Południowej w Nowej Zelandii. Położona jest centralnie przy północnym wybrzeżu wyspy. Rozciąga się na długości 125 km linii brzegowej i w najszerszym punkcie ma 70 km. Należy do Morza Tasmana i położona jest na zachód od wejścia do Cieśniny Cooka. Na północno-wschodnim krańcu zatoki leży Wyspa d’Urville’a.